# マルセル・マウーブ
マルセル・マウーブ（Marcel Mahouvé、1973年1月16日 - ）は、カメルーンの元サッカー選手。元カメルーン代表。ポジションはミッドフィールダー。

## 来歴
1995年にカメルーン代表デビュー。1998 FIFAワールドカップにも出場した。2000年までに19試合に出場、1得点をあげた。

## 代表歴

### 出場大会
- カメルーン代表
  - 1998 FIFAワールドカップ

### 試合数
- 国際Aマッチ 19試合 1得点（1995年-2000年）[1]

| カメルーン代表 | 国際Aマッチ | 国際Aマッチ |
| 年             | 出場        | 得点        |
| -------------- | ----------- | ----------- |
| 1995           | 7           | 1           |
| 1996           | 2           | 0           |
| 1997           | 0           | 0           |
| 1998           | 5           | 0           |
| 1999           | 4           | 0           |
| 2000           | 1           | 0           |
| 通算           | 19          | 1           |